# Разпопинська
Разпопинська (рос. Распопинская) — станиця у Клетському районі Волгоградської області Російської Федерації.
Населення становить 1204  особи. Входить до складу муніципального утворення Разпопинське сільське поселення.

## Історія
Станиця розташована у межах українського історичного та культурного регіону Жовтий Клин.
Згідно із законом від 14 лютого 2005 року № 1003-ОД органом місцевого самоврядування є Разпопинське сільське поселення.

## Населення
| 2010 | 2012  | 2013  | 2014  | 2015  | 2016  | 2017  |
| ---- | ----- | ----- | ----- | ----- | ----- | ----- |
| 1271 | ↘1239 | ↗1240 | ↘1229 | ↘1226 | ↘1219 | ↘1204 |